# Nebet-achu
Nebet-achu ist eine altägyptische Göttin, die im Amduat erwähnt wird.